# Hexapanopeus paulensis
Hexapanopeus paulensis är en kräftdjursart som beskrevs av M. J. Rathbun 1930. Hexapanopeus paulensis ingår i släktet Hexapanopeus och familjen Panopeidae. Inga underarter finns listade i Catalogue of Life.